# Těškov

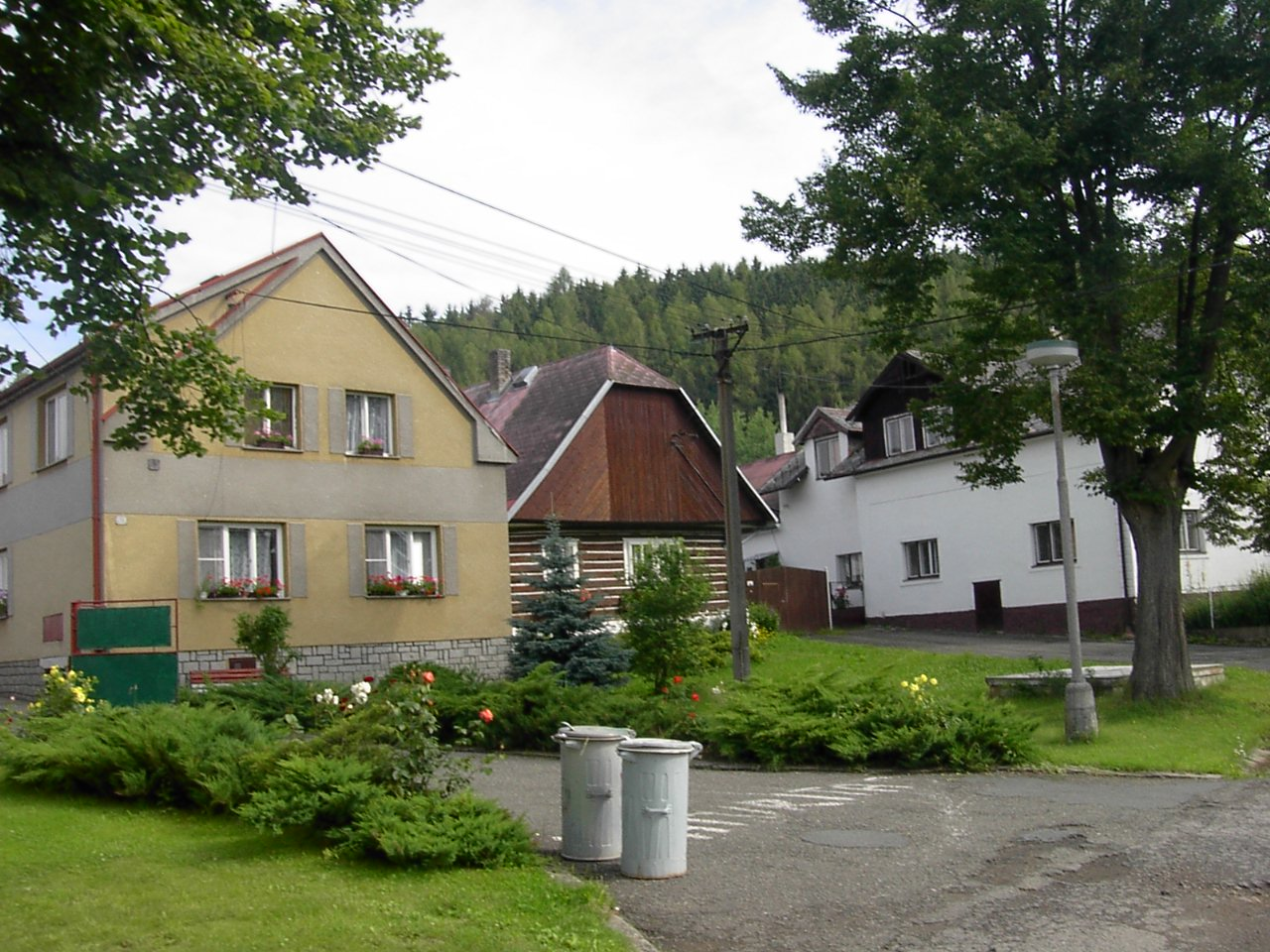
Häuser in Těškov

Těškov ist eine Gemeinde in Tschechien. Sie liegt im Okres Rokycany (Bezirk Rokytzan) und im östlichen Teil des Plzeňský kraj (Region Pilsen). In östlicher Richtung gelangt der Automobilist von Pilsen nach 30 Kilometern nach Těškov.
Die Bevölkerungszahl beträgt 285 bei einer Fläche von 14,17 Quadratkilometer (Stand: Dez. 2008). Pavel Veverka ist der Bürgermeister der Ortschaft.
Těškov befindet sich an der Dálnice 5 (Autobahn) und ist über die Ausfahrt Mýto v Čechách zu erreichen.